# Stompwijk

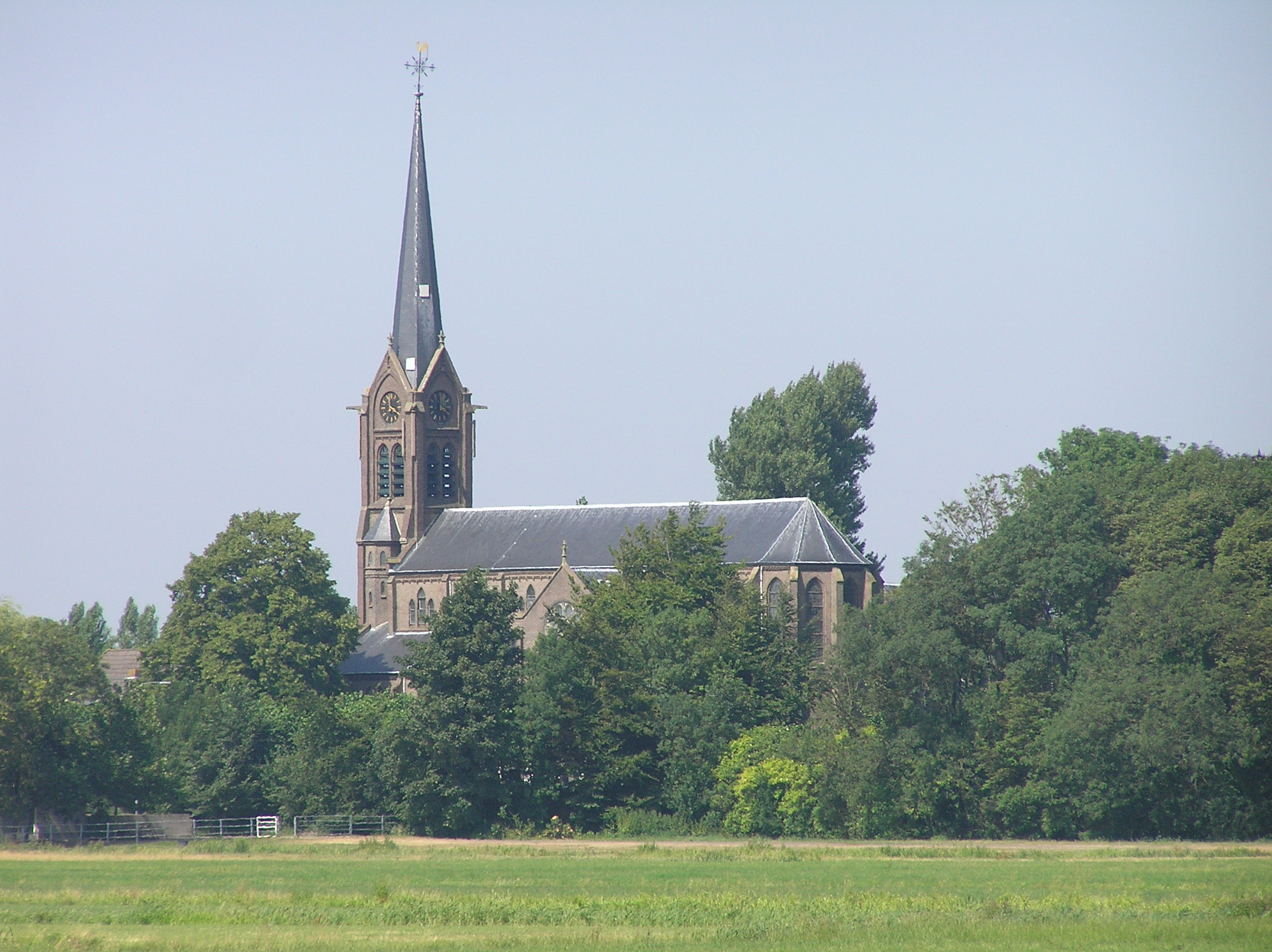
Église Saint-Laurent

Stompwijk est un village situé dans la commune néerlandaise de Leidschendam-Voorburg, dans la province de la Hollande-Méridionale. En 2009, le village comptait environ 2 400 habitants.

## Histoire
Stompwijk a été une commune indépendante jusqu'au 1er janvier 1938. À cette date, elle fusionne avec Veur pour former la commune de Leidschendam.